# Hugo Rozenšteins
Hugo Rozenšteins, latvijski general, * 1892, † 1941.